# سردیوان
سردیوان (به ترکی استانبولی: Serdivan) یک منطقهٔ مسکونی در ترکیه است که در استان سقاریه واقع شده‌است.